# Fake Taxi
Fake Taxi è un sito web pornografico che produce video nel genere del reality pornografico. Il sito è stato creato e attualmente è di proprietà di Jonathan Todd ("The YouPorn Guy" e semplicemente "JT"), che ha anche fondato YouPorn, ed è amministrato dalla società MindGeek.

## Storia
Il sito web Fake Taxi è nato dalla società Really Useful Ltd nell'aprile 2013, il cui proprietario, noto anche come JT, è stato nominato "CEO of the Year" dal sito web di notizie del settore per adulti XBIZ. La piattaforma ha alcuni siti gemelli come Fake Agent e Public Agent.

## Descrizione
I video di Fake Taxi seguono tutti una sviluppo simile che inizia con una conversazione tra un tassista e un passeggero. L'autista, usando la persuasione alimentata spesso dalla mancanza di fondi del passeggero, trova un modo per convincere il passeggero a impegnarsi in rapporti sessuali nel retro del taxi per pagare la corsa. Il sito web di Fake Taxi è classificato in base a video, attrici e scene di tutti i siti Fakehub. La maggior parte dei contenuti è visualizzabile solo con l'abbonamento a pagamento.

## Operazioni
Nel 2014, la società di tecnologia dell'informazione MindGeek, allora conosciuta come Manwin, ha assunto la gestione delle risorse online per Really Useful Ltd.
Fake Taxi ha pubblicato video su siti web come Pornhub e YouPorn.

## Female Fake Taxi
MindGeek e Really Useful hanno annunciato a febbraio 2016 il lancio del sito web Female Fake Taxi. L'attrice protagonista è Rebecca More e i video seguono la stessa trama di Fake Taxi, tranne che i ruoli sono invertiti con la donna al volante a sedurre il passeggero maschio (e talvolta femmina).

## Veicoli

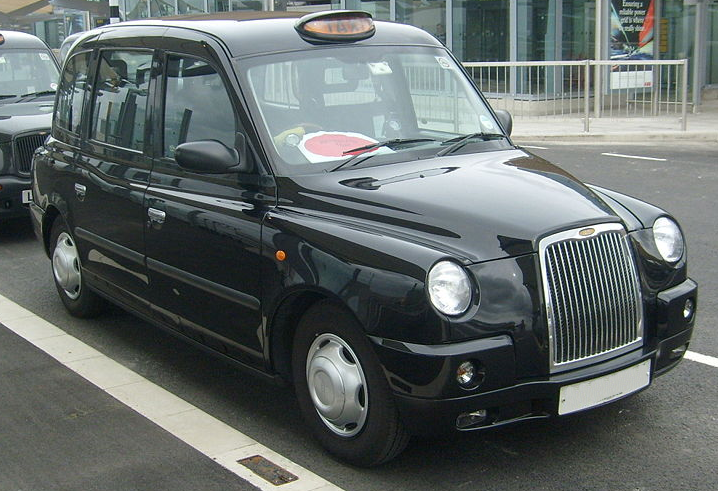
Un TX4, simile al veicolo utilizzato

Nel febbraio 2019 Fake Taxi ha messo in vendita su eBay un taxi TX4 del 2006 che era stato utilizzato per le riprese. Ha ottenuto un'offerta più alta di £ 66.000 prima che eBay cancellasse la vendita per aver contravvenuto alla sua politica sulla vendita di qualcosa con fluidi corporei.